# Henry Morgan
Henry Morgan (Llanrhymny, Glamorgan, 1635 — Jamaica, 25 de agosto de 1688) foi um corsário galês, proprietário de plantações e, mais tarde, vice-governador da Jamaica. De sua base em Port Royal, Jamaica, ele invadiu assentamentos e navios espanhóis, tornando-se rico ao fazê-lo. Com o dinheiro do prêmio dos ataques, ele comprou três grandes plantações de açúcar na ilha.

## Biografia
Muito do início da vida de Morgan é desconhecido. Ele nasceu em uma área de Monmouthshire que agora faz parte da cidade de Cardiff. Não se sabe como ele chegou às Índias Ocidentais, ou como ele começou sua carreira como corsário. Ele provavelmente era um membro de um grupo de invasores liderados por Sir Christopher Myngs no início da década de 1660 durante a Guerra Anglo-Espanhola. Morgan tornou-se amigo íntimo de Sir Thomas Modyford, o governador da Jamaica. Quando as relações diplomáticas entre o Reino da Inglaterra e a Espanha pioraram em 1667, Modyford deu a Morgan uma carta de marca, uma licença para atacar e apreender navios espanhóis. Morgan posteriormente realizou ataques bem sucedidos e altamente lucrativos em Puerto Principe (agora Camagüey na moderna Cuba) e Porto Bello (agora Portobelo no Panamá moderno). Em 1668 ele navegou para Maracaibo e Gibraltar, ambas no Lago Maracaibo na atual Venezuela. Ele invadiu as duas cidades e as despojou de suas riquezas antes de destruir um grande esquadrão espanhol enquanto escapava.
Em 1671 Morgan atacou a Cidade do Panamá, desembarcando na costa do Caribe e atravessando o istmo antes de atacar a cidade, que ficava na costa do Pacífico. A batalha foi uma derrota, embora os corsários tenham lucrado menos do que em outros ataques. Para apaziguar os espanhóis, com os quais os ingleses haviam assinado um tratado de paz, Morgan foi preso e convocado a Londres em 1672, mas foi tratado como um herói pela população em geral e pelas principais figuras do governo e da realeza, incluindo Carlos II.
Morgan retornou à Colônia da Jamaica pouco depois para servir como vice-governador do território. Serviu na Assembléia da Jamaica até 1683 e em três ocasiões atuou como Governador da Jamaica na ausência do titular do cargo. Um livro de memórias publicado por Alexandre Exquemelin, ex-companheiro de bordo de Morgan, acusou-o de tortura generalizada e outros crimes; Morgan ganhou um processo contra os editores ingleses do livro, mas o retrato de Exquemelin afetou a visão da história de Morgan. Ele morreu na Jamaica em 25 de agosto de 1688. Sua vida foi romantizada após sua morte e ele se tornou a inspiração para obras de ficção com temas piratas em vários gêneros.

## Cultura popular
- Foi interpretado por Laird Cregar no filme The Black Swan (1942)